# Lilija Kopyłowa
Lilija Andriejewna Kopyłowa (ros. Лилия Андреевна Копылова; ur. 18 czerwca 1978 w Moskwie) – rosyjska tancerka zawodowa, żona brytyjskiego tancerza Darrena Bennetta.
Zaczęła jeździć na łyżwach w wieku 4 lat, pięć lat później zdobyła pierwszy tytuł mistrzowski w tejże dziedzinie. W 1987 postanowiła być tancerką. Jej pierwszym partnerem do tańca był duński tancerz Michaił Botaszew. W 1990 r. wygrali zawody Danish Open w Kopenhadze oraz odnieśli sukces we Francji i Włoszech. W 1994 r. reprezentowała Rosję w międzynarodowych mistrzostwach tanecznych w Danii. W 1997 r. poznała Darrena Bennetta i pięć miesięcy później wygrali międzynarodowe i brytyjskie amatorskie mistrzostwa młodzieżowe (lipiec 1997). Para zaczęła występować zawodowo w 2003 r. Później zostali uznani za jedną z najlepszych latynoamerykańskich par tanecznych Wielkiej Brytanii. Ulubione tańce Lili Kopyłowej to rumba i fokstrot. W listopadzie 2005 Bennett i Kopyłowa wygrali brytyjskie mistrzostwa dla tancerzy profesjonalnych. W listopadzie 2006 z powodzeniem obronili ten tytuł, konkurując z Olgą Rodionową i Paulem Richardsonem.
Pięciokrotnie brała udział w programie Strictly Come Dancing. W 2. edycji tańczyła z Aledem Jonesem (4. miejsce), w 3. edycji z Darrenem Goughem (1. miejsce), w 4. edycji z Mattem Dawsonem (2. miejsce), w 5. edycji z Dominiciem Littlewood (10. miejsce), a w 6. edycji z Donnem Warringtonem (12. miejsce).